# IC 3900
IC 3900 — галактика типу SB0 (компактна витягнута галактика) у сузір'ї Волосся Вероніки.
Цей об'єкт міститься в оригінальній редакції індексного каталогу.